# Аліса – тореадор
«Аліса – тореадор» (англ. Alice the Toreador) — американський анімаційний короткометражний  фільм із серії «Комедії Аліси», що вийшов 
15 січня 1925 року.

## Головні персонажі
- Аліса
- Юлій

## Інформаційні дані
- Аніматори[2]:
  - Аб Айверкс
  - Роллін Гамільтон[en]
  - Терстон Гарпер
- Оператор[2]:
- Живі актори[2]:
- Тип анімації: об'єднання реальної дії та стандартної анімації
- Виробничий код: ACL-02[3]